# Metro İstanbul
Metro İstanbul A.Ş. è una società pubblica turca, controllata dal comune metropolitano di Istanbul, che gestisce la metropolitana (eccettuata la linea M11, la quale è gestita da TCDD Tasimacilik.), la rete tranviaria, le quattro funicolari e le due funivie di Istanbul. Fu fondata il 16 agosto 1988 come İstanbul Ulaşım, assumendo l'attuale denominazione il 20 maggio 2016.

## Attività

### Funicolare
| Linea | Percorso                     | Apertura | Lunghezza | Stazioni |
| ----- | ---------------------------- | -------- | --------- | -------- |
| F1    | Taksim – Kabataş             | 2006     | 0,64 km   | 2        |
| F2    | Karaköy – Beyoğlu            | 1875     | 0,573 km  | 2        |
| F3    | Seyrantepe - Vadi Istanbul   | 2017     | 0,75 km   | 2        |
| F4    | Aşiyan - Università Boğaziçi | 2022     | 0,85 km   | 2        |

### Funivia
| Linea | Percorso          | Apertura | Lunghezza | Stazioni |
| ----- | ----------------- | -------- | --------- | -------- |
| TF1   | Maçka – Taşkışla  | 1993     | 0,347 km  | 2        |
| TF2   | Eyüp – Piyer Loti | 2005     | 0,42 km   | 2        |

### Metropolitana
| Linea   | Percorso                                 | Apertura | Ultima estensione | Lunghezza | Stazioni |
| ------- | ---------------------------------------- | -------- | ----------------- | --------- | -------- |
| M1A     | Yenikapı – Atatürk Havalimanı            | 1989     | 2002              | 26,8 km   | 18       |
| M1B     | Yenikapı – Kirazlı                       | 2013     | 2014              | 26,8 km   | 13       |
| M2      | Yenikapı – Hacıosman                     | 2000     | 2014              | 23,49 km  | 16       |
| M2 Şube | Sanayi Mahallesi – Seyrantepe            | 2009     | 2009              |           | 2        |
| M3      | Kirazlı – Başakşehir/MetroKent           | 2012     | 2013              | 12,49 km  | 9        |
| M4      | Kadıköy – Tavşantepe                     | 2012     | 2016              | 26,5 km   | 19       |
| M5      | Üsküdar – Çekmeköy                       | 2017     | 2018              | 20 km     | 16       |
| M6      | Levent – Boğaziçi Üniversitesi/Hisarüstü | 2015     | 2015              | 3,3 km    | 4        |
| M7      | Mecidiyeköy – Mahmutbey                  | 2020     | 2020              | 18 km     | 15       |
| M8      | Bostancı – Parseller                     | 2023     | 2023              | 14,2 km   | 13       |
| M9      | Ataköy – Olimpiyat                       | 2021     | 2021              | 19,3 km   | 5        |

### Rete tranviaria
| Linea | Percorso                        | Apertura | Ultima estensione | Lunghezza | Fermate |
| ----- | ------------------------------- | -------- | ----------------- | --------- | ------- |
| T1    | Bağcılar – Kabataş              | 1992     | 2011              | 19,3 km   | 31      |
| T2    | Taksim – Tünel                  | 2003     | 2003              | 1,7 km    | 5       |
| T3    | Kadıköy – Moda                  | 2003     | 2003              | 2,6 km    | 11      |
| T4    | Topkapı – Mescid-i Selam        | 2007     | 2007              | 15,3 km   | 22      |
| T5    | Eminönü – Alibeyköy Cep Otogarı | 2021     | 2021              | 10,1 km   | 14      |